# 716 Berkeley
Berkeley (asteróide 716) é um asteróide da cintura principal com um diâmetro de 21,28 quilómetros, a 2,5710303 UA. Possui uma excentricidade de 0,0860072 e um período orbital de 1 723,21 dias (4,72 anos).
Berkeley tem uma velocidade orbital média de 17,75867395 km/s e uma inclinação de 8,4957º.
Esse asteróide foi descoberto em 30 de Julho de 1911 por Johann Palisa.